# Жердев, Иван Тихонович
Иван Тихонович Же́рдев (1904—1983) — советский учёный-металлург.

## Биография
Окончил Днепропетровский горный институт по специальности инженер-электромеханик (1929).
В 1929—1935 заведующий электротехнической лабораторией и начальник ТЭЦ Днепропетровского металлургического завода имени Г. И. Петровского. Там в 1932 года под его руководством был пущен первый в СССР блюминг с электроприводом.
С 1935 года на научно-преподавательской работе в ДМетИ, в 1937—1941 годах и. о. зав. кафедрой электротехники. Кандидат технических наук (1940).
В 1941—1943 годах — в эвакуации, доцент Магнитогорского горно-металлургического института.
В 1943—1973 зав. кафедрой электротехники ДМетИ.
Доктор технических наук (1952), профессор.
Соавтор учебника: Электрические промышленные печи: Дуговые печи и установки специального нагрева: Учебник для вузов / А. Д. Свенчанский, И. Т. Жердев, А. М. Кручинин и др.; Под ред. А. Д. Свенчанского. 2-е изд., перераб. и доп. М.: Энергоиздат, 1981. 296 с.
Умер 4 марта 1983 года после продолжительной болезни.

## Награды и премии
- Сталинская премия II степени (14 марта 1941) — за изобретение аппарата для точной прокатки и прокатки по минимальным допускам
- три ордена «Знак Почёта»
- медали